# GPX
GPX lub GPS eXchange Format (czasami też GPSXML) – zestandaryzowany schemat XML stworzony po to, by ułatwić wymianę danych pomiędzy aplikacjami używającymi danych nawigacji satelitarnej, takich jak POI (użyteczne miejsca, ang. Point of interest), punkty nawigacyjne (ang. waypoint), ślady (ang. track) czy drogi (ang. route).